# 王濟 (清朝)
王濟（？—？），甘肅省秦州直隸州秦安縣人，清朝政治人物、同進士出身。
光緒十五年（1889年），参加光緒己丑科殿試，登進士三甲62名。同年五月，著交吏部掣签，分发各省以知县即用。